# Villa Bärenfett
Die „Villa Bärenfett“ ist ein Blockhaus „nach nordamerikanischem Vorbild“ im Garten des ehemaligen Wohnhauses von Karl May im sächsischen Radebeul, Karl-May-Straße 5 (früher Kirchstraße 5). Als Teil des Karl-May-Museums steht sie unter Denkmalschutz.

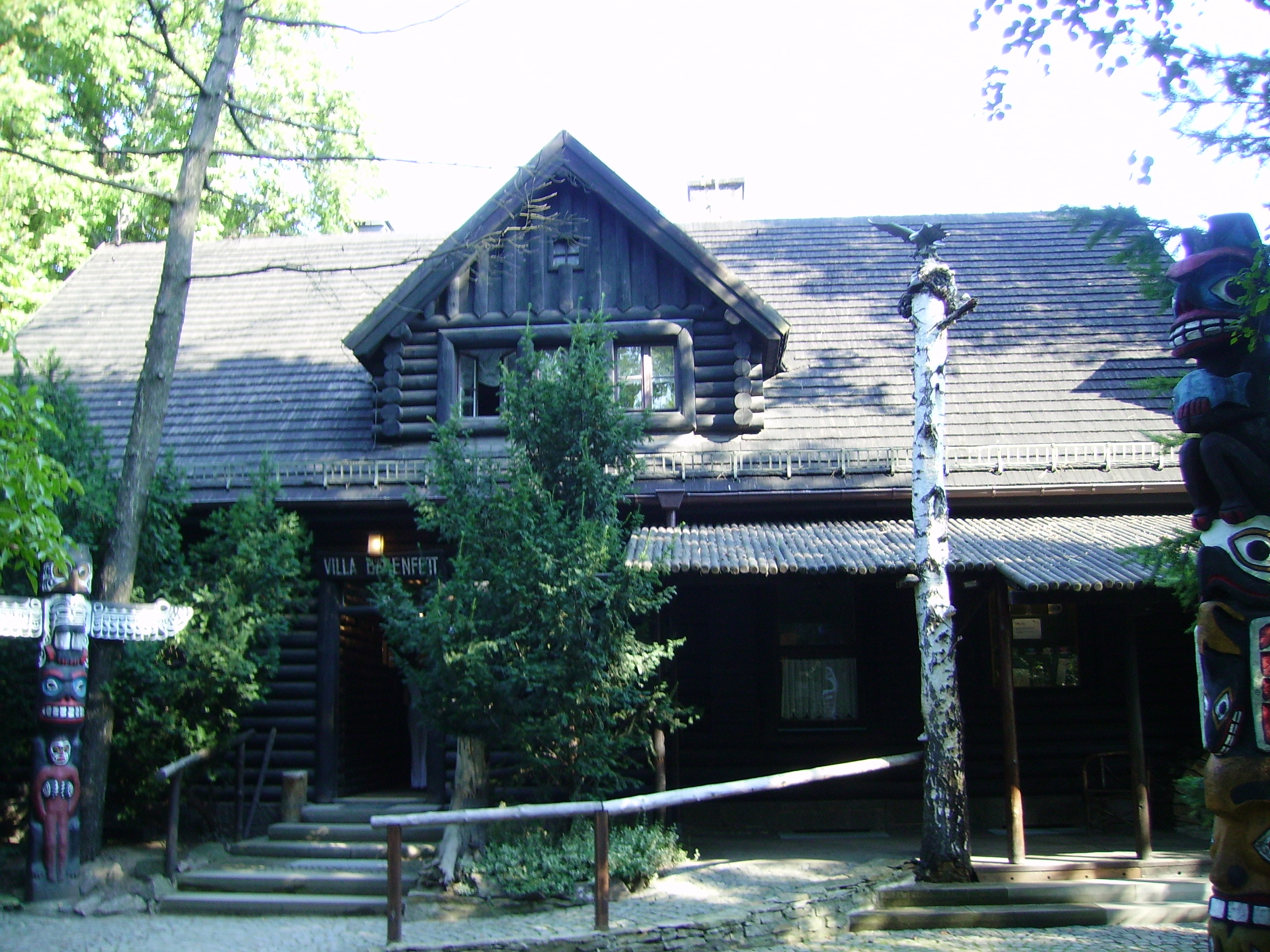
„Villa Bärenfett“

## Beschreibung

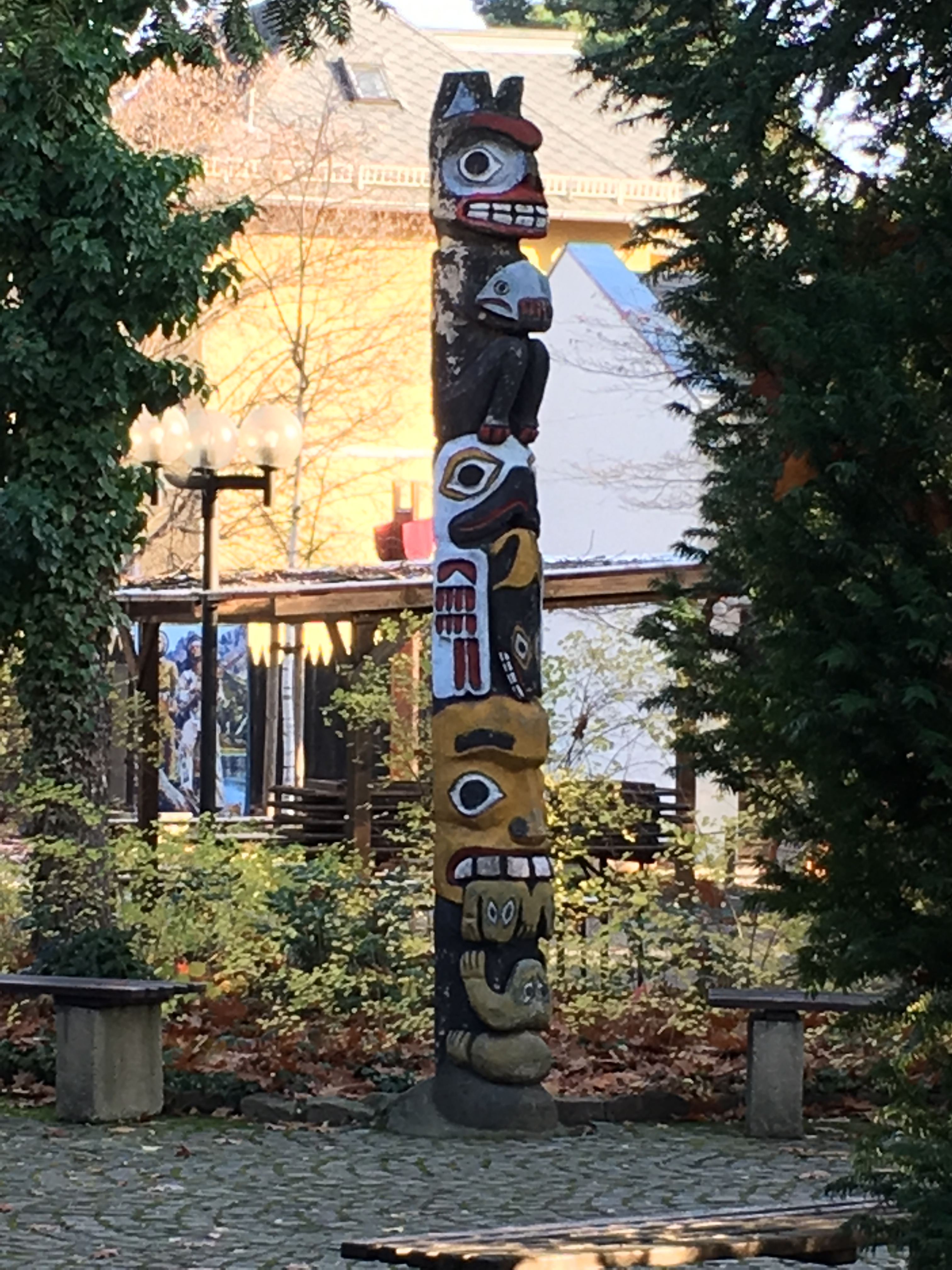
Totempfahl vom neuen Gemeindehaus aus

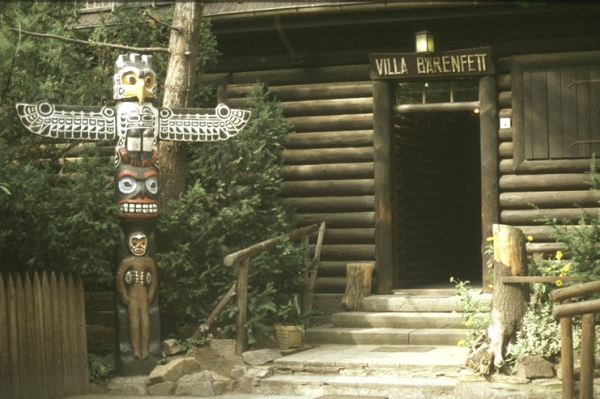
„Villa Bärenfett“

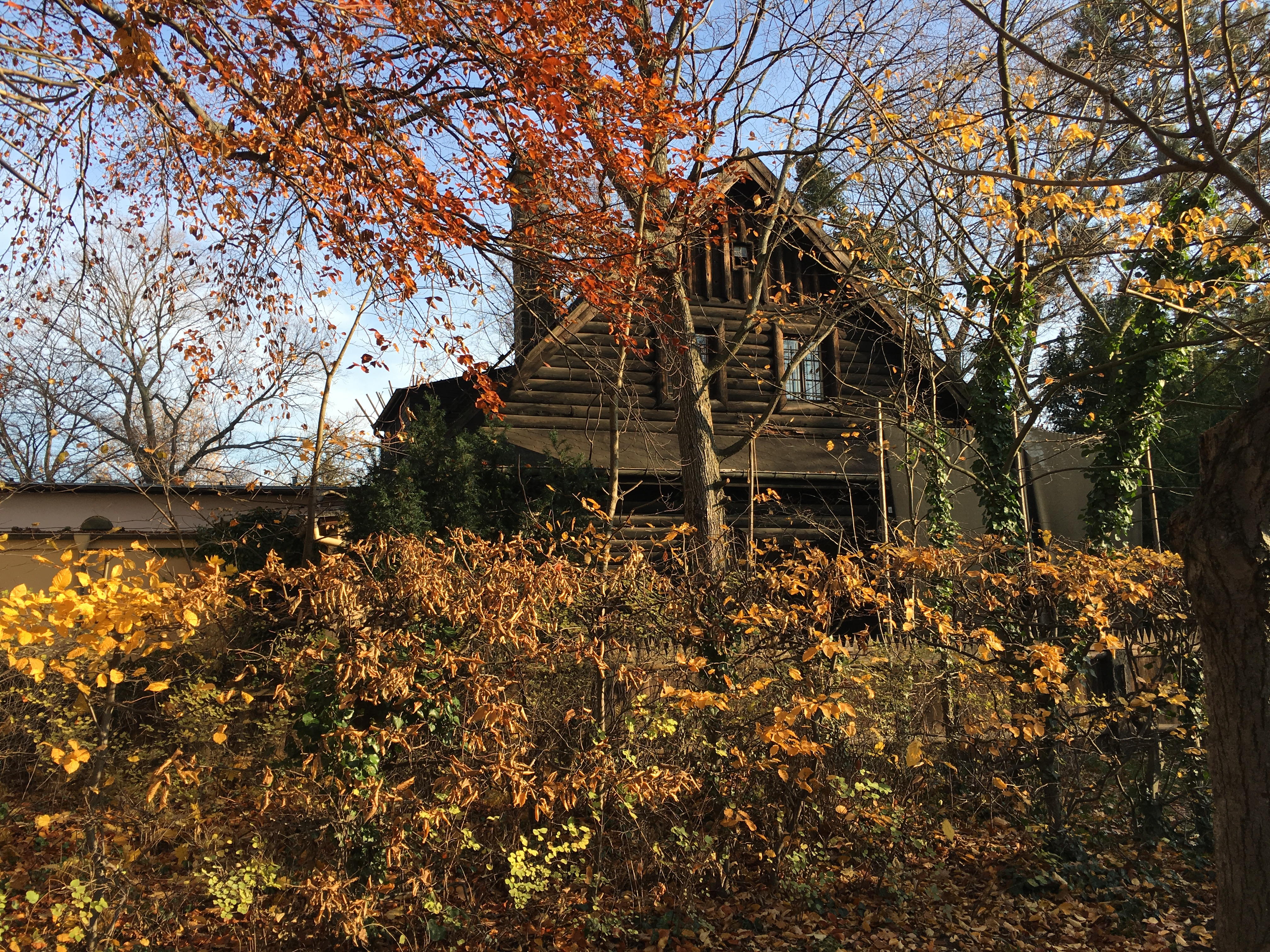
„Villa Bärenfett“, vom Ehrenhain aus

Karl Mays Witwe und Nachlassverwalterin Klara ließ 1926 für Patty Frank im Garten hinter ihrem Haus ein Blockhaus als Wohnhaus errichten. Nach einem Entwurf des Architekten Max Czopka, Sieger im Wettbewerb gegen den ebenfalls einheimischen Architekten Otto Rometsch, wurde ein eingeschossiges Gebäude auf einem Sandsteinsockel mit Satteldach und Zwerchhaus errichtet. In diesem Haus erhielt Patty Frank lebenslanges Wohnrecht, im Gegenzug stellte der Indianersammler seine Sammlung dem Karl-May-Museum zur Verfügung und wurde Kustos des Museums.
1927/1928 erfolgte ein Anbau im gleichen Stil, um das am 1. Dezember 1928 eröffnete Karl-May-Museum unterzubringen. Ein weiterer, wegen des Besucherandrangs notwendiger Anbau erfolgte durch Max Czopka 1935/1936. Patty Frank bewohnte das Haus bis zu seinem Tod 1959, seine Ehefrau lebte dort noch zwei weitere Jahre.
Seit 1985 wird auch das ehemalige Wohnhaus Karl Mays, die Villa „Shatterhand“, für Ausstellungszwecke des Museums, insbesondere zu Karl May selbst, genutzt.